# Hans Licht

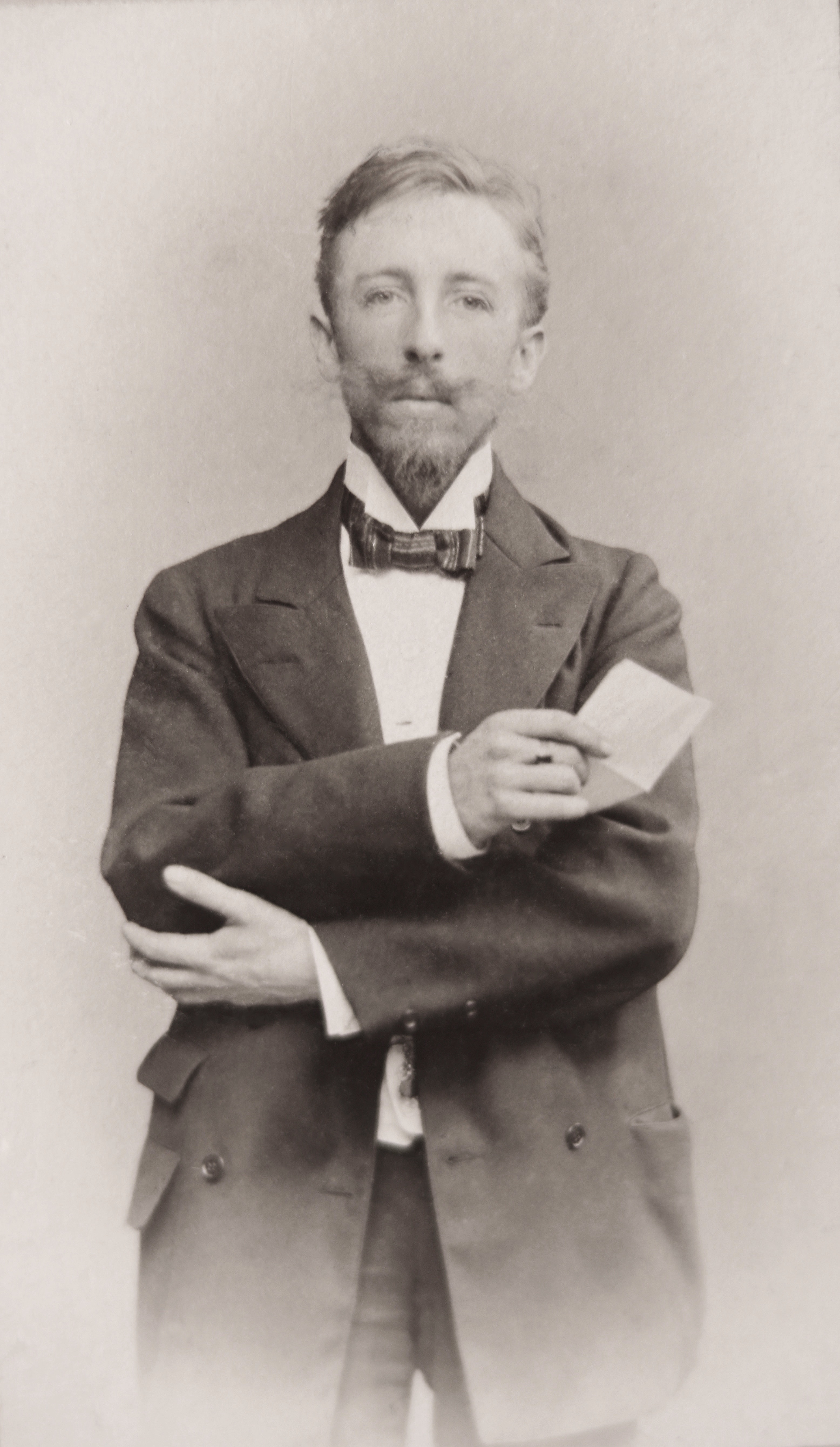
Hans Licht, Fotografie um 1900 (Berlin)

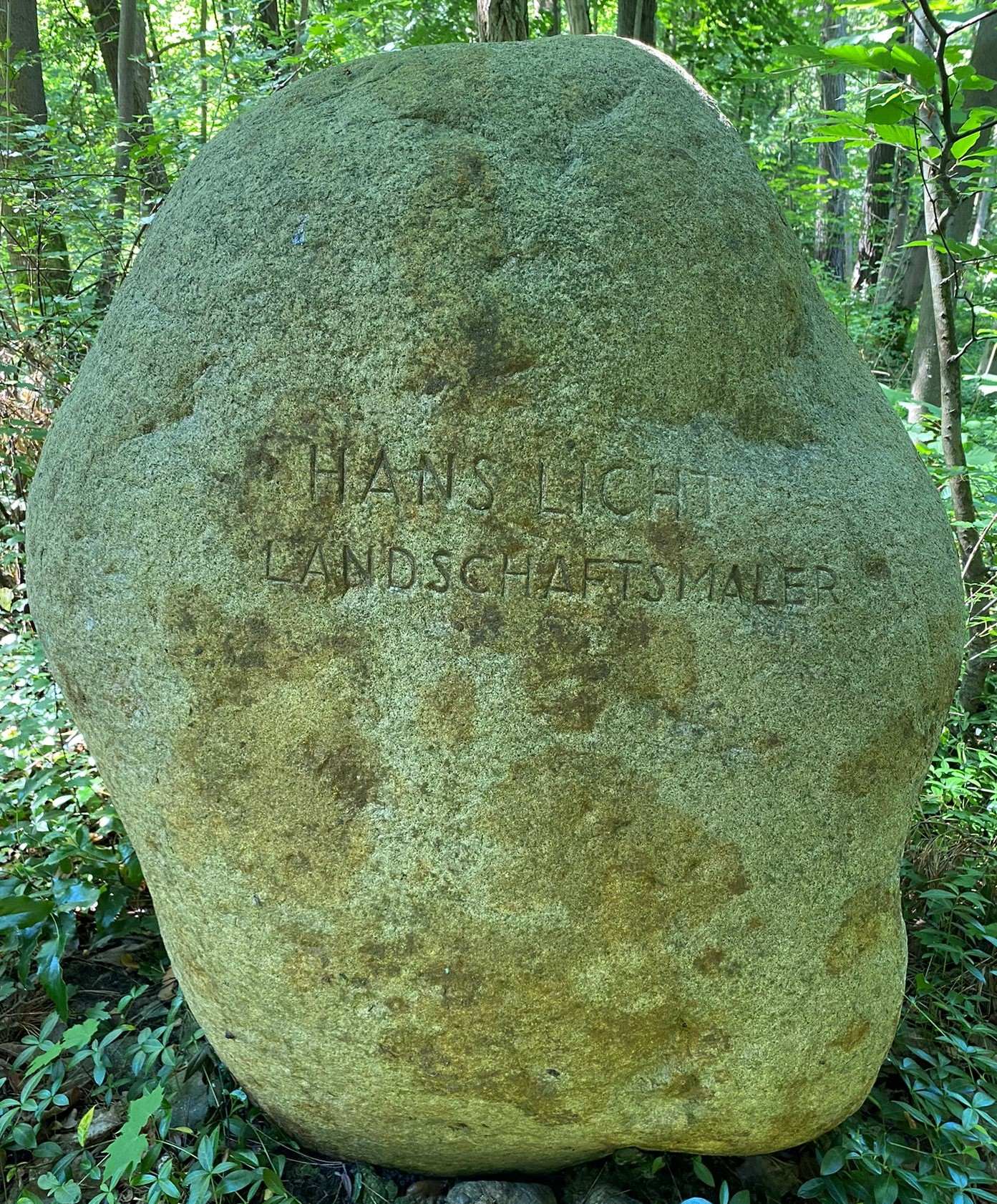
Grabstein auf dem Südwestkirchhof Stahnsdorf

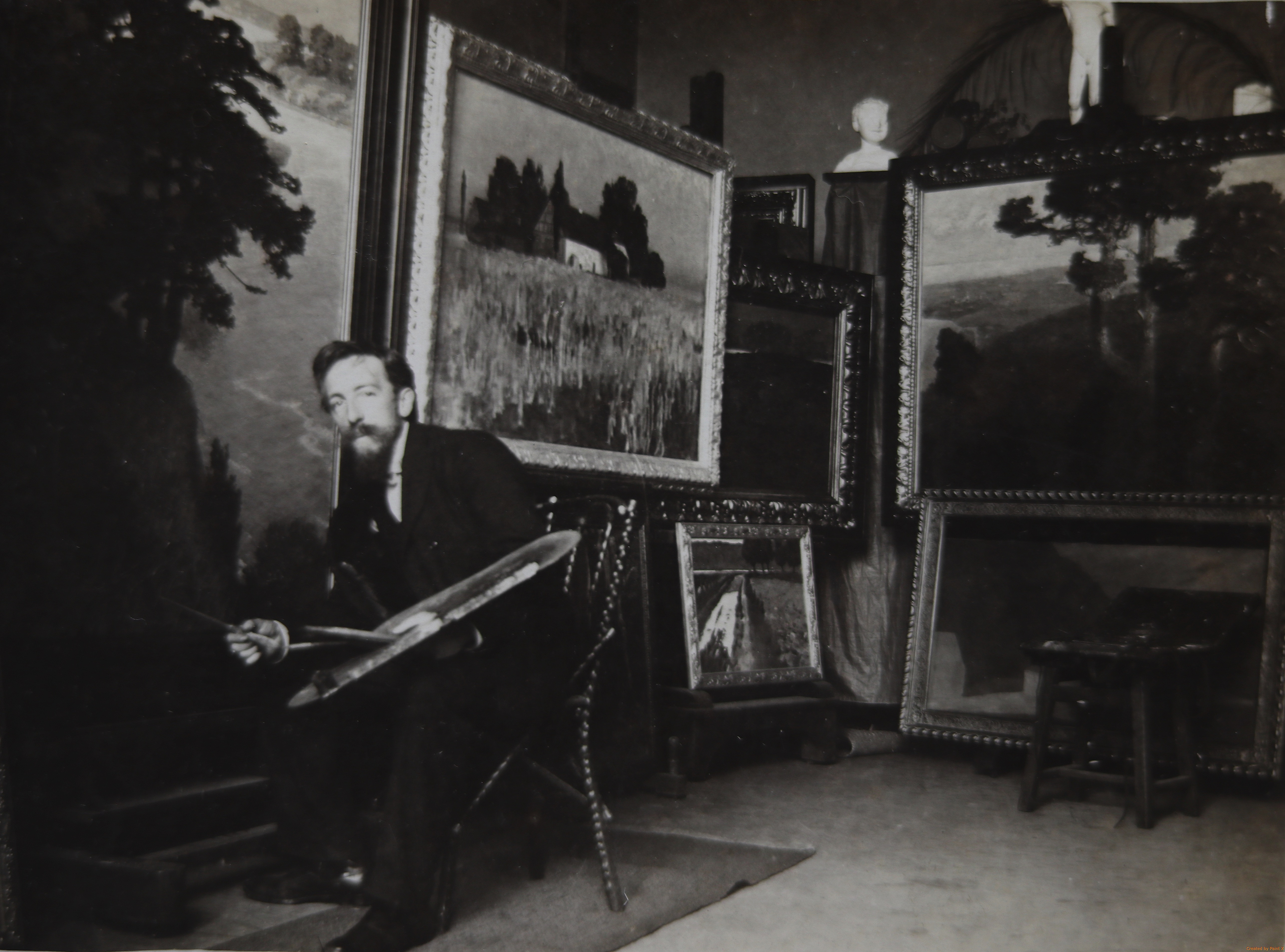
Hans Licht im Atelier

Hans Licht, Porträt von 1925

Hans Licht (* 16. April 1876 in Berlin; † 14. Februar 1935 in Berlin-Charlottenburg) war ein deutscher Landschaftsmaler.

## Leben
Nach dem Besuch des Falk-Gymnasiums in Berlin absolvierte Hans Licht ein zweieinhalbjähriges Praktikum an der Königlichen Porzellanmanufaktur. Ab 1896 studierte er an der Kunstakademie in Berlin als Schüler von Eugen Bracht und Albert Hertel. Ab 1920 leitete er über mehrere Jahre eine Malschule in der Künstlerklause in Schwalenberg (Lippe). Durch Hans Licht kamen auch zahlreiche Malerinnen nach Schwalenberg, darunter Nelly Cunow, Margarete Mikeleitis, Anna Kühl, Olga Werkmeister und Ellen Dresing. Als freischaffender Künstler schuf er zahlreiche impressionistische Landschaftsgemälde und Stillleben und war unter anderem an Gruppenausstellungen des Kunstvereins Hamburg (1906, 1907 und 1912) beteiligt. 1906 stellte er in Berlin gemeinsam mit Eugen Bracht, August von Brandis, Albert Gartmann und Conrad Lessing aus.
Er war verheiratet mit der Opern- und Konzertsängerin Ella Wendel.
Seine letzte Ruhestätte befindet sich mit einem markanten Findling auf dem Südwestkirchhof Stahnsdorf.

## Werke
Aus alter Zeit (1900), An der Havel (1900), Das Muldenthal gegen Abend (1901), Alter Fährkrug (1901), Abendläuten (1901), Der große Luzinsee am Abend (1902), Abenddämmerung (1903), Juni (1903), Märkische Seenlandschaft (1905), Eine Statue (1905), Nachmittagsläuten (1907) sowie
Sechs Fresken in der Brandenburg-Halle im Rathaus Berlin-Schöneberg.

Gemälde (Auswahl)
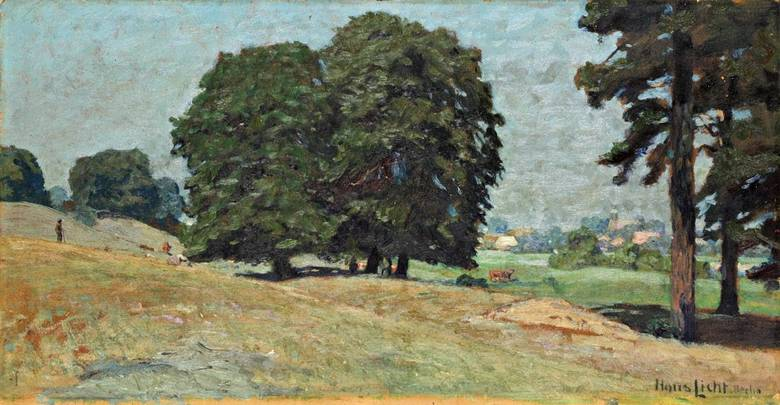
Mittag
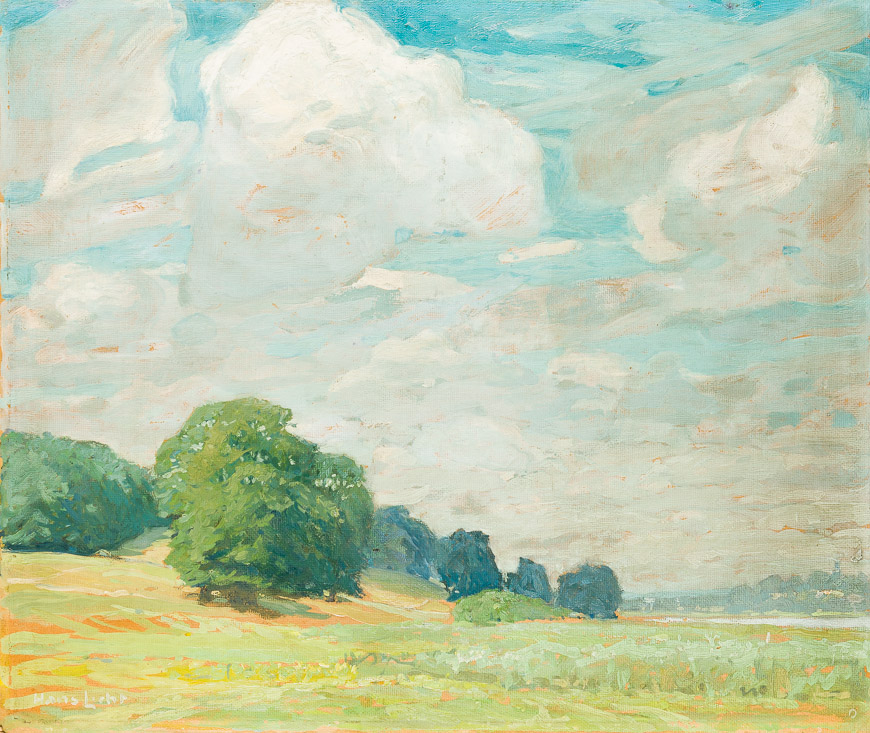
Sommertag in Mecklenburg
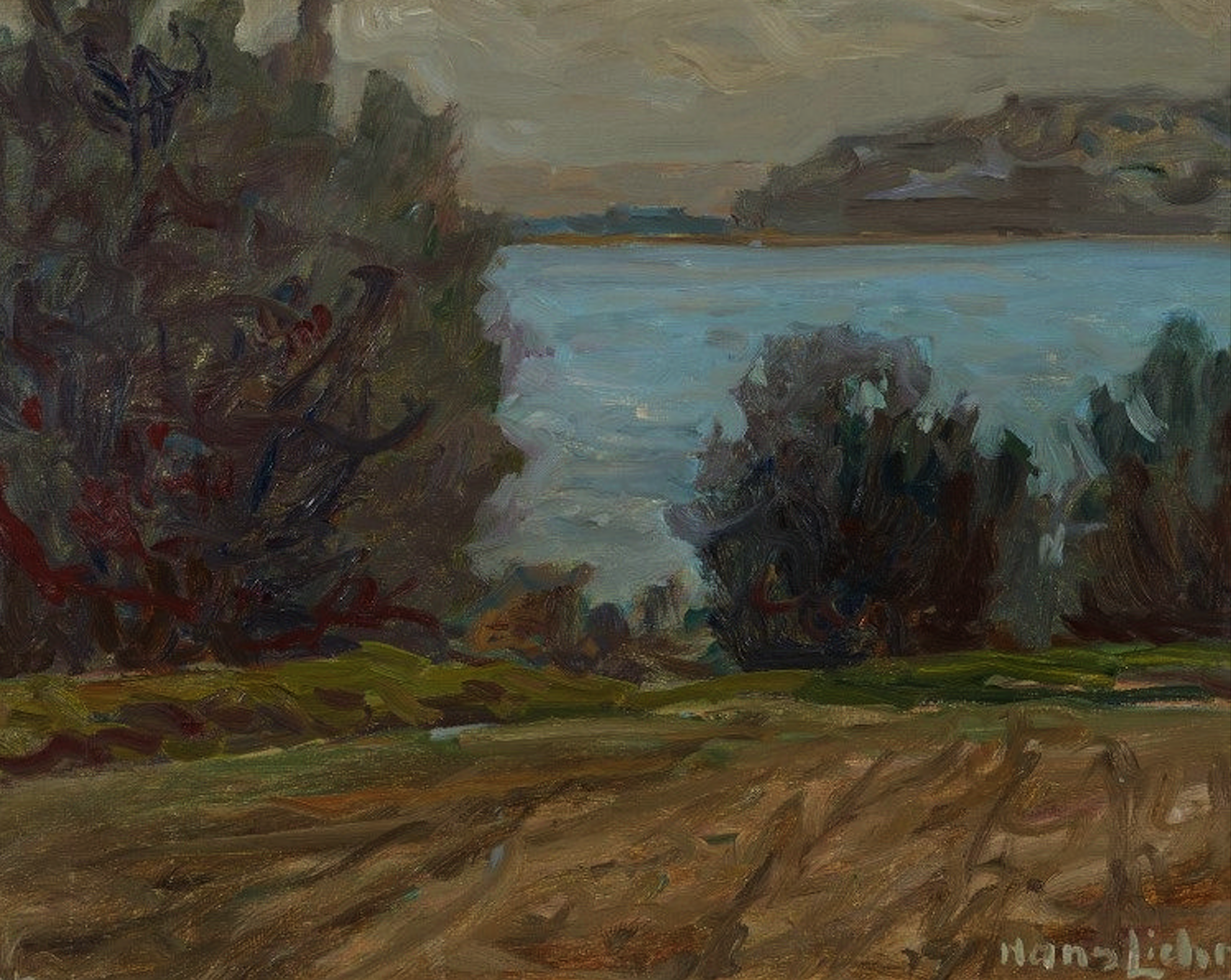
Abendstimmung (am See), in Privatbesitz